# Alexandra Rusu
Alexandra Rusu (Tegenwoordig: Alexandra Stoian) (Bran, 5 augustus 1983) is een voormalig biatlete uit Roemenië. Ze vertegenwoordigde haar vaderland op de Olympische Winterspelen 2002 in Salt Lake City, de Olympische Winterspelen 2006 in Turijn en de Olympische Winterspelen 2010 in Vancouver.

## Resultaten

### Olympische Winterspelen
| Jaar | Plaats         | Resultaten                                                                           |
| ---- | -------------- | ------------------------------------------------------------------------------------ |
| 2002 | Salt Lake City | 72e 7,5 km sprint                                                                    |
| 2006 | Turijn         | 45e 7,5 km sprint LAP 10 km achtervolging 68e 15 km individueel 14e 4x6 km estafette |
| 2010 | Vancouver      | 85e 7,5 km sprint                                                                    |

### Wereldkampioenschappen
| Jaar | Plaats      | Resultaten                                                                          |
| ---- | ----------- | ----------------------------------------------------------------------------------- |
| 2005 | Hochfilzen  | 76e 7,5 km sprint 59e 15 km individueel 14e 4x6 km estafette                        |
| 2007 | Antholz     | 80e 7,5 km sprint 64e 15 km individueel 11e 4x6 km estafette                        |
| 2008 | Östersund   | 78e 7,5 km sprint 45e 15 km individueel 11e 4x6 km estafette                        |
| 2009 | Pyeongchang | 29e 7,5 km sprint 57e 10 km achtervolging 68e 15 km individueel 8e 4x6 km estafette |

### Wereldbeker
Eindklasseringen
| Seizoen   | Algemeen | Individueel | Sprint | Achtervolging | Massastart |
| --------- | -------- | ----------- | ------ | ------------- | ---------- |
| 2008/2009 | 85e      |             |        |               |            |
| 2009/2010 | 84e      |             |        |               |            |